# 小金原団地
小金原団地（こがねはらだんち）は、千葉県松戸市小金原に存在する大規模住宅団地、日本のニュータウンの一つである。事業主体は日本住宅公団（現在の都市再生機構）、分譲部分（6-7街区、6-9街区、7-1街区）と賃貸部分（UR賃貸住宅、3-18街区および6-13街区）に大別される。当初の計画戸数10,000戸、計画人口40,000人。実際は2,778戸である。

## 概要

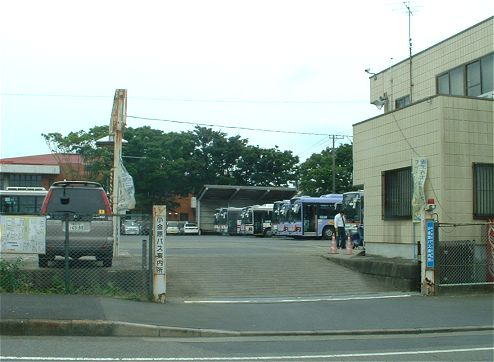
団地に隣接する「小金原バス案内所」（小金原6-3）。

松戸市北東部に位置する小金原地域（面積約320ヘクタール、人口約3.1万人）の中核をなす。日本住宅公団による造成以前は、八ヶ崎、根木内、栗ヶ沢と称される農地および山林であった。団地の街区・番号はそれぞれ「丁目-番地-小番（棟数字）」を表す。例えば3-18街区は「小金原3丁目18番地」であるが、1971年（昭和46年）に松戸市が町名変更を行なう以前、1969年（昭和44年）の段階では、正式には旧町名（大字殿内、大字久保平賀など）であった。小金原地域は1丁目から9丁目まであるが、小金原団地は6丁目に集中している。

最寄駅は常磐線北小金駅、松戸新京成バス小金原団地線の各停留所が住宅団地に隣接しており、同様に京成松戸線八柱駅、武蔵野線新八柱駅とも松戸新京成バス小金原団地線で接続されている。常磐線馬橋駅、および新京成線（現在の京成松戸線）常盤平駅からの系統は同団地の入居開始当初の1969年（昭和44年）5月15日に開業したが、いずれも2006年（平成18年）3月16日に廃止された。
分譲部分の総戸数は6-7街区420戸、6-9街区410戸、7-1街区490戸、間取りは6-7街区が3DKと3LDKの2種、6-9街区および7-1街区が2LDKと3DKの2種がそれぞれある。賃貸部分の総戸数は1,458戸、2DK（654戸）と3K（804戸）の2種の間取りがあり、2012年（平成24年）現在の共益費月額は2,060円である。すべて鉄筋コンクリート5階建て、エレベーターなしである。
現在、常盤平団地と同様、建物の老朽化が問題となり、建替も提案されているが、入居者の高齢化によって実現は難しい情勢である。また、建築当初は山だったため、団地の敷地内は坂が多い。

## 周辺施設
- 殿内遺跡
- 七面神社 - 3-18街区至近（小金原2丁目21番2）
- 大清水湧水（栗ヶ沢大清水） - 小金飛地（小金1709-1番地先）[6]
- イボ弁天湧水 - 3-18街区至近（柏市東山2丁目1710番）
- ユーカリ交通公園
- 小学校
  - 松戸市立根木内小学校 - 3-18街区が学区に含まれる。1969年4月1日創立。
  - 松戸市立栗ヶ沢小学校 - 6-9・6-13街区が学区に含まれる。1969年4月1日創立。
  - 松戸市立貝の花小学校 - 6-7・7-1街区が学区に含まれる。1976年4月1日創立。
- 中学校
  - 松戸市立栗ヶ沢中学校 - 6-7・6-9・6-13・7-1街区が学区に含まれる。1970年4月1日創立。
  - 松戸市立根木内中学校 - 3-18街区が学区に含まれる。1978年4月1日創立。
- 行政センター - 松戸市役所支所・交番・体育館など。
- 小金原中央商店街（けやきプラザ） - スーパーマーケット・ドラッグストア・100円ショップなど。
- 雇用促進住宅栗ヶ沢宿舎 - 1963年12月運用開始・6棟120戸・3DK（小金原4丁目16番1）[7]
- 日本勤労者住宅協会北小金住宅 - 1973年開設・4棟（小金原3丁目14番14）